# ヘールデ
ヘールデ（オランダ語: Heerde [ˈɦeːrdə] ( 音声ファイル)）は、オランダ東部のヘルダーラント州にあるヘメーンテ（基礎自治体）、町。

## 地区
- ヘールデ (Heerde)
- ホールン (Hoorn)
- フェッセン (Veessen)
- フォルフテン (Vorchten)
- ワペンフェルト (Wapenveld)

## スポーツ
vvヘールデ、SEH、WZCワペンフェルト、vvワペンフェルト、Vevoの5つのアマチュアサッカークラブがある。

## ゆかりの人物
- マライケ・アベルス（1948年 - ） アーティスト。市内の交差点に彫刻作品が置かれている
- ヤッコ・エルティン（1970年 - ） テニス選手
- ヘラルト・ファン・フェルデ（1971年 - ） スピードスケート選手
- トイネ・ロライエ（1974年 - ） サッカー選手

## 公式サイト
- 公式サイト （オランダ語）